# Carlo Felice Cillario
Carlo Felice Cillario (7 février 1915 - 13 décembre 2007) né en Argentine est un chef d'orchestre italien connu pour sa direction d'opéras classiques du répertoire, sur la scène internationale, dans les salles italiennes, européennes, américaines ou australiennes. Il a souvent travaillé avec la célèbre cantatrice espagnole Montserrat Caballé.

## Biographie
Né Carlos Felix Cillario à San Rafael, Mendoza, en Argentine, sa famille est d’origine italienne et retourne en Italie en 1923, il  étudie le violon et la composition au conservatoire de Bologne. Il espérait devenir soliste, mais une blessure au poignet l'oblige à bifurquer vers la direction d’orchestre. Il  fait ses débuts officiels en 1942 à Odessa pendant la guerre dans le Barbier de Séville, puis rejoint l’orchestre philharmonique de Bucarest, avant de s’établir pour un temps en Argentine après la guerre dirigeant l'Orchestre symphonique de l'Université de Tucuman.
À son retour en Italie il dirige l’Angelicum de Milan  pendant cinq ans avant que sa carrière ne se tourne plus particulièrement vers l’opéra dans les salles de Rome, Turin, Florence, puis hors d’Italie à Athènes, Berlin, Oslo et à Paris.
L'année 1961 voit ses débuts en Angleterre, au Festival de Glyndebourne avec L'elisir d'amore de Gaetano Donizetti. 
La même année, Cillario a également fait ses  débuts à l'Opéra lyrique de Chicago , dirigeant La forza del destino de  Giuseppe Verdi . Il  y est retourné chaque année  jusqu'en 1965, ajoutant à son répertoire habituel  Don Pasquale de  Gaetano Donizetti, Madame Butterfly de Giacomo Puccini et La Favorite de  Gaetano Donizetti ainsi que La Cenerentola de Gioachino Rossini. En 1962, il a dirigé La favorite à Lisbonne avec un succès particulier. 
Puis, en 1964, Cillario a fait son entrée à  Covent Garden  pour la première représentation de la production de Tosca de Franco Zeffirelli, avec  Maria Callas dans le rôle-titre et Tito Gobbi dans celui de Scarpia. 
Après un voyage  à Mexico en 1965 au cours duquel il a dirigé l'Otello  et le Falstaff de Verdi, Cillario a fait ses débuts au Carnegie Hall de  New-York dans  une présentation de concert de Roberto Devereux de Gaetano Donizetti  avec Montserrat Caballé dans le rôle de la Reine Elizabeth I. Ce fut la première de nombreuses collaborations entre la diva et le chef d'orchestre; qui sera suivie  notamment par La traviata de Verdi et Manon de Jules Massenet à Madrid  en 1967, puis Maria Stuarda de Gaetano Donizetti en concert à New York et Roberto Devereux sur scène à Barcelone en 1968 ainsi que  dans  Il pirata de Vincenzo Bellini en concert au Drury Lane Theatre de Londres en 1969, Caballé chantant Imogene sur des béquilles après un accident.
En 1968 Cillario avait fait ses  débuts à l'Opéra de Paris avec le Don Carlos de Verdi, et  deux ans plus tard avec Falstaff. En 1968, il a également participé au Festival d'Adélaïde (en) sous l'égide de  l'Australian Elizabethan Theatre Trust  avec  le Tannhäuser de  Richard Wagner, suivi de Tosca et de La Flûte enchantée de Mozart qui a été ajoutée au programme de Melbourne; les trois opéras ont été montés à Sydney. Après cette première visite en Australie, Cillario a été invité à revenir en 1969, il a ainsi dirigé Madame Butterfly et Falstaff à Canberra avec Tito Gobbi dans le rôle-titre et Un ballo in maschera à Melbourne. 
Après un retour à Covent Garden pour le  Macbeth de Verdi, suivi en 1971 de La sonnambula de Bellini, Cillario a été nommé directeur de musique du Elizabethan Opera Trust, mais a dû annuler la nomination l'année suivante en raison de ses engagements en Europe et en Amérique. Ceux-ci incluaient un début à Opéra de San Francisco en 1970 avec Tosca  et Nabucco, suivis en 1972 par Il trovatore, et au  Metropolitan Opera de  New York, par La sonnambula, suivi en 1973 par Norma, avec Caballé  qui avait d'abord chanté le rôle à Barcelone en 1970, avec Cillario conduisant, puis l'année suivante, Il pirata et La Bohème toujours à Barcelone. La même année, ils ont tous deux travaillé à La Scala de  Milan dans Maria Stuarda et dans un concert de Norma au Royal Festival Hall à Londres.
Leurs collaborations suivantes, incluent en 1972 avec Caballé dans le rôle de  Violetta pour le tournage de La traviata, en noir et blanc de Luchino Visconti  avec moins de succès, puis Caterina Cornaro à Naples, I Lombardi alla prima crociata de Verdi à Parme, Der Fliegende Holländer (en italien) à Bergame  et Don Giovanni à Stockholm, en 1983, La Vestale de  Gaspare Spontini à Barcelone  et en 1985, au Metropolitan de New York dans une production de Tosca de nouveau montée par Zeffirelli, cette fois avec Luciano Pavarotti.
En 1975, Cillario est retourné à Sydney en tant que chef d'orchestre invité de l'ancien Opera Australia, devenant chef d'orchestre principal en 1988  avec  une performance de Aida dans la salle de concert du nouvel Opéra de Sydney. Il passera chaque année une grande partie de son temps en Australie jusqu'à sa retraite en 2003 tout en  continuant à diriger en Europe principalement à Stockholm et au Théâtre du château de Drottningholm.
Il est mort en 2007, à Bologne, en Italie,,,,.

## Discographie
- Bellini: Norma - Montserrat Caballé/London Philharmonic Orchestra/Carlo Felice Cillario, 1973 Sony
- Donizetti: L'elisir d'amore - Mirella Freni/Luigi Alva/Emily Maire/Enzo Sordello/Sesto Bruscantini/Carlo Felice Cillario/Royal Philharmonic Orchestra/The Glyndebourne Chorus, Glyndebourne Enterprises
- Massenet: Werther - Coro e Orchestra del Teatro Verdi di Trieste/Carlo Felice Cillario, 1959 Archipel
- Perosi: Il Natale del Redentore - Mirella Freni/Orchestra dell'Angelicum di Milano/Carlo Felice Cillario, Musica Viva
- Ponchielli: La Gioconda - Lucille Udovich/Flaviano Labò/Aldo Protti/Norman Scott/Mignon Dunn/Luisa Bartoletti/Tullio Gagliardo/Italo Pasini/Carlo Felice Cillario, Bongiovanni [6].